# Epifanio di Benevento
Epifanio (V secolo) è stato vescovo di Benevento alla fine del V secolo.

## Biografia
Epifanio è storicamente documentato come vescovo di Benevento sul finire del V secolo.
Tra il 492 e il 496 scrisse una lettera a papa Gelasio I, dove si lamentò del crimine commesso da due cittadini di Benevento, Bennato e Mauro, i quali, approfittando della sua assenza, avevano violato il diritto di asilo in una chiesa dove si era rifugiato un ecclesiastico. Questa lettera di Epifanio non è stata conservata, ma il suo contenuto è noto grazie alla risposta del pontefice, il quale avvertì il vescovo beneventano, chiamato frater et coepiscopus noster, che tutti i vescovi della regione avevano ricevuto istruzione di vietare ai due colpevoli l'accesso alle loro chiese.
Epifanio prese parte al concilio romano celebrato da papa Simmaco in basilica Petri Apostoli il 1º marzo 499, durante il quale furono stabilite norme sull'elezione dei vescovi di Roma per evitare che si potesse ricreare una situazione simile a quella del 22 novembre precedente, quando erano stati eletti due vescovi, Simmaco e Lorenzo. Negli atti del concilio Epifanio appare in due occasioni: nella lista delle presenze, dove compare al 36º posto, e nell'elenco dei vescovi che sottoscrissero i decreti conciliari, dove figura al 42º posto.
Il vescovo di Benevento potrebbe essere documentato anche in altre due occasioni, dove tuttavia il suo nome non è accompagnato dalla sede vescovile di appartenenza. Un vescovo di nome Epifanio prese parte al concilio indetto da papa Gelasio I il 13 maggio 495, e un vescovo con lo stesso nome fu destinatario di un'altra lettera di papa Gelasio. In entrambe le occasioni, secondo la prosopografia di questo periodo, potrebbe trattarsi del vescovo di Benevento o dell'omonimo vescovo di Spello.
Nei cataloghi tradizionali dei vescovi di Benevento Epifanio è considerato come 25º vescovo, se si ammette come protovescovo san Fotino (I secolo), oppure come 13º vescovo, se si pone come primo vescovo beneventano san Gennaro (IV secolo). Succedette sulla cattedra di Benevento a san Sofio.